# Kye Livingstone
Kye William Livingstone (Londra, 9 marzo 2003) è un calciatore gibilterriano, centrocampista del Lions Gibraltar e della nazionale gibilterriana.

## Carriera

### Club
Ha iniziato a giocare a calcio nelle giovanili dei Lincoln Red Imps, per poi passare in quelle del FCB Magpies (club con cui tra il 2019 ed il 2021 ha anche giocato 12 partite nella prima divisione di Gibilterra) e successivamente a quelle del Larne, club della prima divisione nordirlandese, con cui ha firmato un contratto professionistico nel maggio del 2023. Nel 2024 è passato a titolo definitivo al Lions Gibraltar, nuovamente in patria.

### Nazionale
Ha giocato nelle nazionali giovanili gibilterrianeUnder-19 ed Under-21.
Ha debuttato con la nazionale maggiore gibilterriana il 25 marzo 2025 nell'incontro di qualificazione per il Campionato mondiale di calcio 2026 perso 3-0 contro la Repubblica Ceca.

## Statistiche

### Cronologia presenze e reti in nazionale
| Cronologia completa delle presenze e delle reti in nazionale ― Gibilterra | Cronologia completa delle presenze e delle reti in nazionale ― Gibilterra | Cronologia completa delle presenze e delle reti in nazionale ― Gibilterra | Cronologia completa delle presenze e delle reti in nazionale ― Gibilterra | Cronologia completa delle presenze e delle reti in nazionale ― Gibilterra | Cronologia completa delle presenze e delle reti in nazionale ― Gibilterra | Cronologia completa delle presenze e delle reti in nazionale ― Gibilterra | Cronologia completa delle presenze e delle reti in nazionale ― Gibilterra |
| Data                                                                      | Città                                                                     | In casa                                                                   | Risultato                                                                 | Ospiti                                                                    | Competizione                                                              | Reti                                                                      | Note                                                                      |
| ------------------------------------------------------------------------- | ------------------------------------------------------------------------- | ------------------------------------------------------------------------- | ------------------------------------------------------------------------- | ------------------------------------------------------------------------- | ------------------------------------------------------------------------- | ------------------------------------------------------------------------- | ------------------------------------------------------------------------- |
| 25-3-2025                                                                 | Faro                                                                      | Gibilterra                                                                | 0 – 4                                                                     | Rep. Ceca                                                                 | Qual. Mondiali 2026                                                       | -                                                                         | 62’                                                                       |
| Totale                                                                    |                                                                           | Presenze                                                                  | 1                                                                         |                                                                           | Reti                                                                      | 0                                                                         |                                                                           |